# БНИТО
БНИТО (Батумское нефтепромышленное и торговое общество) — российская нефтяная компания, основанная в 1883 году Альфонсом Ротшильдом из Банковской семьи Ротшильдов во Франции. Компания была приобретена Shell в 1911 году.

## История
В 1883 году швед Роберт Нобель обратился к французским Ротшильдам с просьбой профинансировать строительство железнодорожной линии от Баку до Черного моря. Альфонс Ротшильд обеспечил операцию и взамен получил права на нефть в этом районе. Видя, что экспорт нефти из России может быть более конкурентоспособным, чем экспорт нефти из США, Ротшильды купили БНИТО и превратили его в Société Commerciale et Industrielle de Naphte Caspienne et de la mer Noire (Каспийско-Черноморская нефтяная компания). Другие российские нефтяные компании были куплены Ротшильдами и Deutsche Bank для консолидации российского нефтяного рынка. Компания первой стала перевозить нефть в цистернах вместо деревянных бочек и железных бидонов.
На рубеже веков Каспийско-Черноморская нефтяная компания начала конкурировать со Standard Oil за международный экспорт.
В 1912 году компания была приобретена Royal Dutch Shell. Ротшильды стали акционерами последней.